# Hidde Boswinkel
Hidde Boswinkel (ur. 30 marca 1995 w Ootmarsum) – holenderski siatkarz, reprezentant kraju, grający na pozycji atakującego. 